# Bognár Géza (villamosmérnök)
Bognár Géza (Budapest, 1909. december 3. – Budapest, 1987. február 7.) kétszeres Kossuth-díjas magyar villamosmérnök, a Magyar Tudományos Akadémia rendes tagja. Csaknem három évtizeden keresztül, 1950-től 1977-ig volt a Távközlési Kutatóintézetben folyó tudományos-mérnöki munka meghatározó alakja. Nevéhez fűződik a mikrohullámú rádió-összeköttetések hazai fejlesztésének elméleti és gyakorlati megalapozása.

## Életútja
A Budapesti III. Kerületi Magyar Királyi Állami Főgimnáziumban 1919-ben I.a., 1926-banVIII. osztály tanulója. 1926-ban az országos tanulmányi versenyre fizikából az iskola Bognár Géza tanulót küldte. 1927-benBognár Géza jó eredménnyel érettségizett. 1937-ben szerzett gépészmérnöki oklevelet a József Nádor Műszaki és Gazdaságtudományi Egyetemen. 1938-ban a budapesti Posta Kísérleti Állomás fejlesztőmérnöke lett, később osztályvezetőként dolgozott az intézetben 1950-ig. 1950-ben a Távközlési Kutató Intézet igazgatóhelyettesévé nevezték ki, 1970-től 1976-ig pedig az intézet tudományos igazgatója volt. 1977-ben vonult nyugállományba. Kutatómunkájával párhuzamosan a Budapesti Műszaki Egyetemen is oktatott megbízott előadóként.
1970 novembere és 1975 márciusa között a Magyar Szocialista Munkáspárt központi bizottságának (MSZMP KB) tagjaként tevékenykedett.
A Farkasréti temetőben helyezték örök nyugalomra.

## Munkássága
Pályája elején a rádiótechnikai mérőműszerek tanulmányozásával foglalkozott, nagyfrekvenciás mérési eredményei gyakorlati alkalmazásával hozzájárult a hazai rádiólétesítmények második világháború utáni újjáépítéséhez és fejlesztéséhez. Az 1940-es években munkatársaival demonstrációs céllal kifejlesztette az első magyar távolbalátó vevőkészüléket (tkp. televíziót) és rádiólokátort, valamint összefoglalta a radartervezés lehetséges módozatait.
A későbbi években a híradástechnikán belül mérnöki munkássága középpontjában a mikrohullámú átvitelen alapuló hírközlési rendszerek, az irányított mikrohullámú rádió-összeköttetések tervezése és fejlesztése állt. Willoner Gedeonnal együtt megteremtették az időosztású sokcsatornás – azaz az egyetlen csatornán több információ egyidejű továbbítására alkalmas – mikrohullámú rádió-összeköttetések elméleti alapjait. Behatóan foglalkozott a mikrohullámú távközlési rendszerek több részletkérdésével, így például e berendezések elektroncső-követelményeivel és információkapacitásuk növelésének elméleti lehetőségeivel. Kísérleti eredményei gyakorlati alkalmazásával sikeresen fejlesztette ki a tizenkét csatornás átviteli rendszer technikáját. Ő irányította annak a szakembergárdának a munkáját, amelynek feladata a 4000, 6000, 8000 megaherzes frekvenciatartományban működő mikrohullámú rádióberendezések megtervezése volt.
Pályája során egyetemi jegyzeteket és számos szakcikket publikált, emellett részt vett az 1972-től a magyar és a szovjet tudományos akadémia gondozásában megjelenő Problems of Control and Information Theory című szaklap szerkesztésében.

### Társasági tagságai

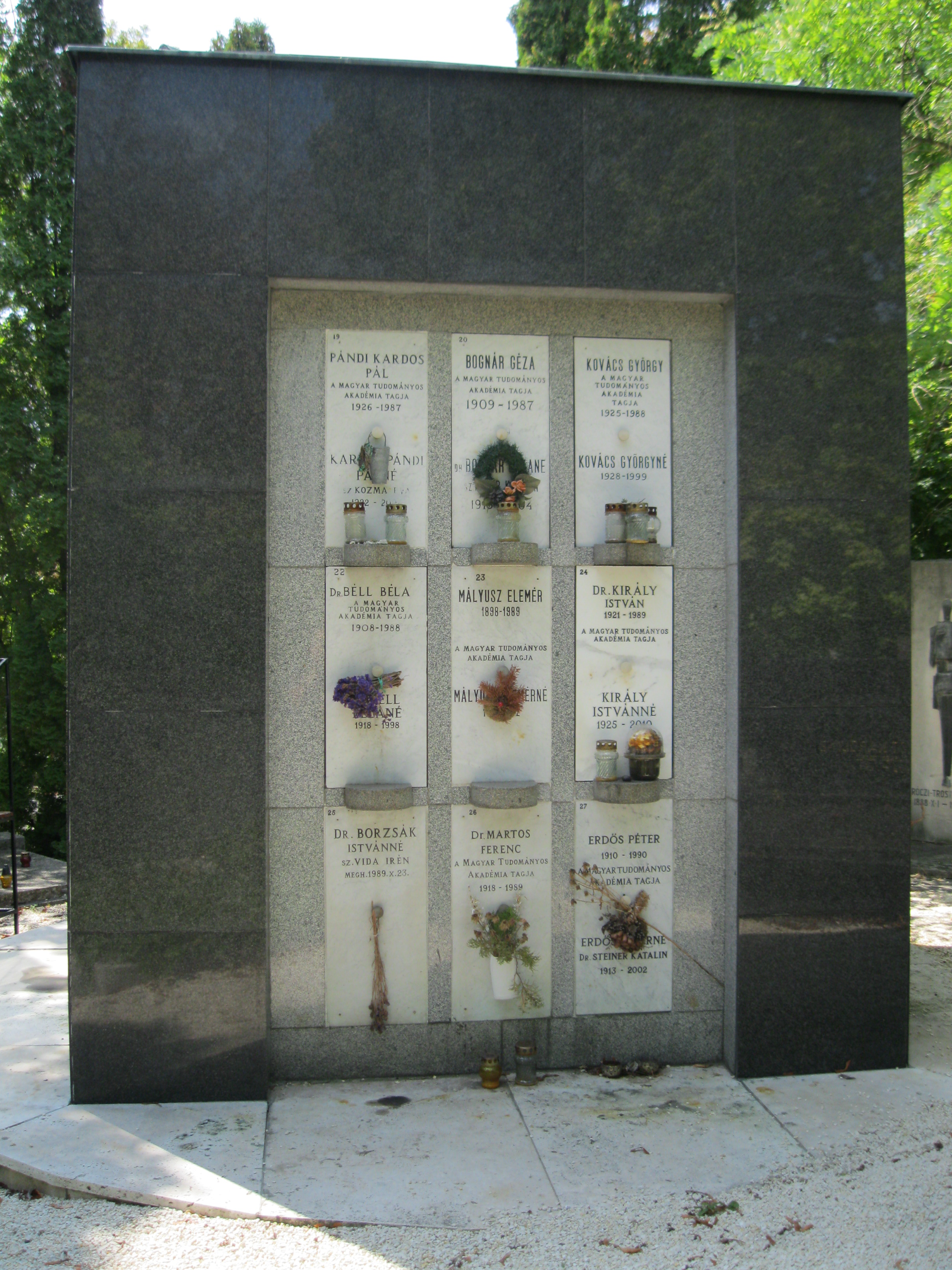
A Farkasréti temető Urnaháza. Itt található Bognár Géza urnafülkéje is

1949-ben a Magyar Tudományos Akadémia levelező, 1958-ban rendes tagjává választották. 1956 és 1960 között a tudományos testület titkára, 1960 és 1964 között főtitkárhelyettese, 1973 és 1976 között pedig alelnöke volt. 1964-től 1970-ig a Műszaki Tudományok Osztályának titkári, 1970-től 1973-ig elnöki tisztét töltötte be, emellett részt vett az MTA Nemzetközi Kapcsolatok, valamint Távközlési Rendszerek Bizottságában folyó munkában is. 1980-ban a Lengyel Tudományos Akadémia külső tagjává választották.
Szerepet vállalt több egyéb hazai tudományos, tudománypolitikai testület munkájában. Így 1962-től haláláig tagja, majd elnökségi tagja volt az Országos Műszaki Fejlesztési Bizottságnak, illetve a Tudományos és Felsőoktatási Tanácsnak. 1963-tól 1984-ig közreműködött az Állami és Kossuth-díj Bizottság tevékenységében. 1966-tól haláláig töltötte be a Nemzetközi Rádiótudományi Unió (URSI) magyar nemzeti bizottságának elnöki tisztét, de tagja volt a Tudományos Uniók Nemzetközi Tanácsa (ICSU) nemzeti bizottságának, a Műszaki Kutatásokat Koordináló Tanácsnak, valamint a Híradástechnikai Tudományos Egyesület elnökségének is.

### Elismerései
1949-ben rádiótechnikai fejlesztései elismeréseként a Kossuth-díj első fokozatát ítélték neki. 1956-ban Willoner Gedeonnal megosztva a Kossuth-díj második fokozatát kapták meg a sokcsatornás mikrohullámú rádió-összeköttetések fejlesztése terén végzett kísérleti és gyakorlati munkájukért. 1971-ben, illetve 1975-ben a Puskás Tivadar-díj, 1976-ban az Akadémiai Aranyérem kitüntetettje lett. Emellett több állami díj birtokosa volt: a Magyar Munka Érdemrend bronz (1948), illetve ezüst fokozata (1950), a Munka Érdemrend (1958, 1960), a Munka Érdemrend arany fokozata (1969), a Felszabadulási Jubileumi Emlékérem (1970), a Magyar Népköztársaság Zászlórendjének második fokozata (1975) és a Szocialista Magyarországért Érdemrend (1979).

### Főbb művei
- Sokcsatornás irányított sugárzású rádió távközlési rendszerek: A Budapesti Műszaki Egyetem 4. évf. gyengeáramú vill. mérnökhallgatói számára. Összeáll. Laszip Sándor. Budapest: Tankönyvkiadó. 1951.
- Irányított sugárzású távközlési rendszerek. Összeáll. Kollányi Miklós. Budapest: Mérnöki Továbbképző Intézet. 1952.